# Anthelephila songhoanus
Anthelephila songhoanus es una especie de coleóptero de la familia Anthicidae.

## Distribución geográfica
Habita en Vietnam.